# Живко Бајазет
Живоин Живко Бајазет (Чуруг, 3. јун 1863—Нови Сад, 19. јун 1927) био је дугогодишњи председник Српске привредне банке и члан прашког Соколског друштва. Такође, био је први председник ФК Војводине.

## Биографија
Живко се родио 3 јуна 1863. године у Чуругу, у племићкој породици Бајазет. Његов предак Атанасије, добио је племићку титулу, захваљујући својим заслугама у рату 1751. године. По завршетку школовања, Живко је радио као општински бележник у Жабљу, Госпођинцима и Горњем Ковиљу. Успешан у финансијама, узнапредовао је на месту управника Штедионице у Горњем Ковиљу.
По пензионисању сели се за Нови Сад где постаје активан у Соколском друштву. Захваљујући својој титули и залагањима, постаје старешина друштва, 1912. године. 
Велики рат омео је напоре у оснивању Фудбалског клуба Војводине. Све предратни планови били су забрањени а клуб није имао активности. По завршетку Првог светског рата, заслугом новосадских студената који су били на студијама у Прагу, фудбалски клуб је поново основан 1919. године. Живко Бајазет постао је први председник фудбалског клуба Војводина и на тој функцији задржао се до 1921. године када га је заменио Јован Латинчић.
Поред активности у фудбалском клубу, био је члан Српског народног одбора у којем је обављао административне и финансијске пословима. Такође је био је председник Управног одобора Српске трговачке банке и председник Надзорног одбора Матице српске.
Живко је преминуо 19. јуна 1927. године и сахрањен је на Алмашком гробљу у Новом Саду.